# 바오리잉
바오리잉(중국어 간체자: 包丽英, 정체자: 包麗英, 병음: Bāo Lìyīng, 한자음: 포려영, 1968년 ~ )은 중국의 작가, 학자이다. 몽골족 출신으로 아버지 쪽으로는 칭기즈 칸의 36대 손녀가 된다.
몽골 체르비 부족 출신이다. 그는 칭기즈 칸의 직계 후손으로, 부계로는 칭기즈 칸의 36대손이 된다. 1986년 베이징 대학 화학과에 입학하였다. 그는 칭기즈 칸의 황금씨족의 혈통인 점이 화제가 되기도 했다.
베이징 대학 재직 중 원나라 역사를 연구하기 시작해서, 20년간 수집한 사료와 유적을 바탕으로 소설 《몽골 제국》(蒙古帝国) 20권을 발표하였다. 그의 작품은 2007년 장편 역사 소설로 소개되었다. 중국 야오쉬에인 문학상(姚雪垠文學賞)을 받았다.  

## 저작
- 몽고제국(蒙古帝国)
- 몽고사대칸국(蒙古四大汗國)